# Герберт, Джон Роджерс
Джон Роджерс Гербет (англ. John Rogers Herbert; 23 января 1810[…], Молдон — 17 марта 1890[…], Большой Лондон) — британский художник. В самом начале его карьера чуть не пошла под откос из-за преждевременной смерти отца, который оставил свою семью без средств, что лишило юношу возможности продолжить обучение. Несмотря на это, Герберт уже в 25-летнем возрасте сумел добиться значительно признания и выработать собственный живописный стиль, оказавший решающее влияние на прерафаэлитов. Период творческой зрелости в карьере художника был омрачён многолетней неудачной работой над фресками для Вестминстерского дворца, большинство из которых осыпались и испортились из-за неправильно подобранного состава основы и красок. 

## Биография
Родился в 1810 году в Молдоне, графство Эссекс. В 1826 году переехал в Лондон, чтобы учиться в Королевской академии художеств. Однако, после смерти отца в 1828 году Герберт был вынужден покинуть Академию и начать зарабатывать себе на жизнь  созданием картин. Он сравнительно быстро добился популярности и успеха, и в 1834 году даже создал с натуры портрет принцессы Виктории, будущей королевы. На протяжении 1830-х годов Герберт регулярно выставлял свои работы в Британском институте и Королевском обществе британских художников, и его популярность в эти годы только росла. Около 1840 года он перешёл из англиканства в католичество, однако это не повредило его карьере. В 1841 году Герберт был избран членом-корреспондентом, а в 1846 году — действительным членом (академиком) Королевской академии художеств в Лондоне, которую он когда-то даже не окончил.
Работы Герберта оказали значительное влияние на эстетику ранних работ прерафаэлитов, которые ставили себе художественную задачу «превзойти Герберта», В то же время, к нему же они обращались за финансовой поддержкой в период, когда их «братство» только-только было создано. Герберт действительно использовал своё влияние в Академии, чтобы оказывать содействие прерафаэлитам Ханту и Милле и оказал большое влияние на их творчество.
В 1845 году Герберту, вместе с несколькими другими художниками, было поручено написать фрески на сюжеты из английской литературы в Зале поэтов Вестминстерского дворца, после того, как прежние интерьеры были уничтожены пожаром. Герберт создал фреску «Король Лир и Корделия»  для Зала поэтов и девять других фресок для Зала пэров (преимущественно на библейские сюжеты). Фрески Герберта были высоко оценены современниками, однако, при их создании были нарушены технологические принципы фресковой живописи (в частности, была использована неправильная основа), в результате чего они вскоре начали портиться и осыпаться. Герберт работал над фресками 20 лет, но не достиг желаемого результата. В конечном итоге, вместо одной из фресок он создал картину маслом, которую представил во дворец в 1880 году. Параллельно написал ряд других картин.
Скончался в 1890 году в преклонном возрасте.

## Галерея
- Сбор винограда.
- Давид с головой Голиафа.
- Иоанн Креститель перед Иродом
- Сэр Томас Мор и его дочь
- Участники соколиной охоты перед воротами аббатства Святого Августина в Кентербери в XIV столетии
- «Никто, кроме Свободных, не может воспеть Свободу».
- Пейзаж в окрестностях Асьюта, Египет.